# Ruschia namaquana
Ruschia namaquana là một loài thực vật có hoa trong họ Phiên hạnh. Loài này được L. Bolus miêu tả khoa học đầu tiên.